# Coenotephria kitti
Coenotephria kitti är en fjärilsart som beskrevs av Wagner 1919. Coenotephria kitti ingår i släktet Coenotephria och familjen mätare. Inga underarter finns listade i Catalogue of Life.